# Markus Welser

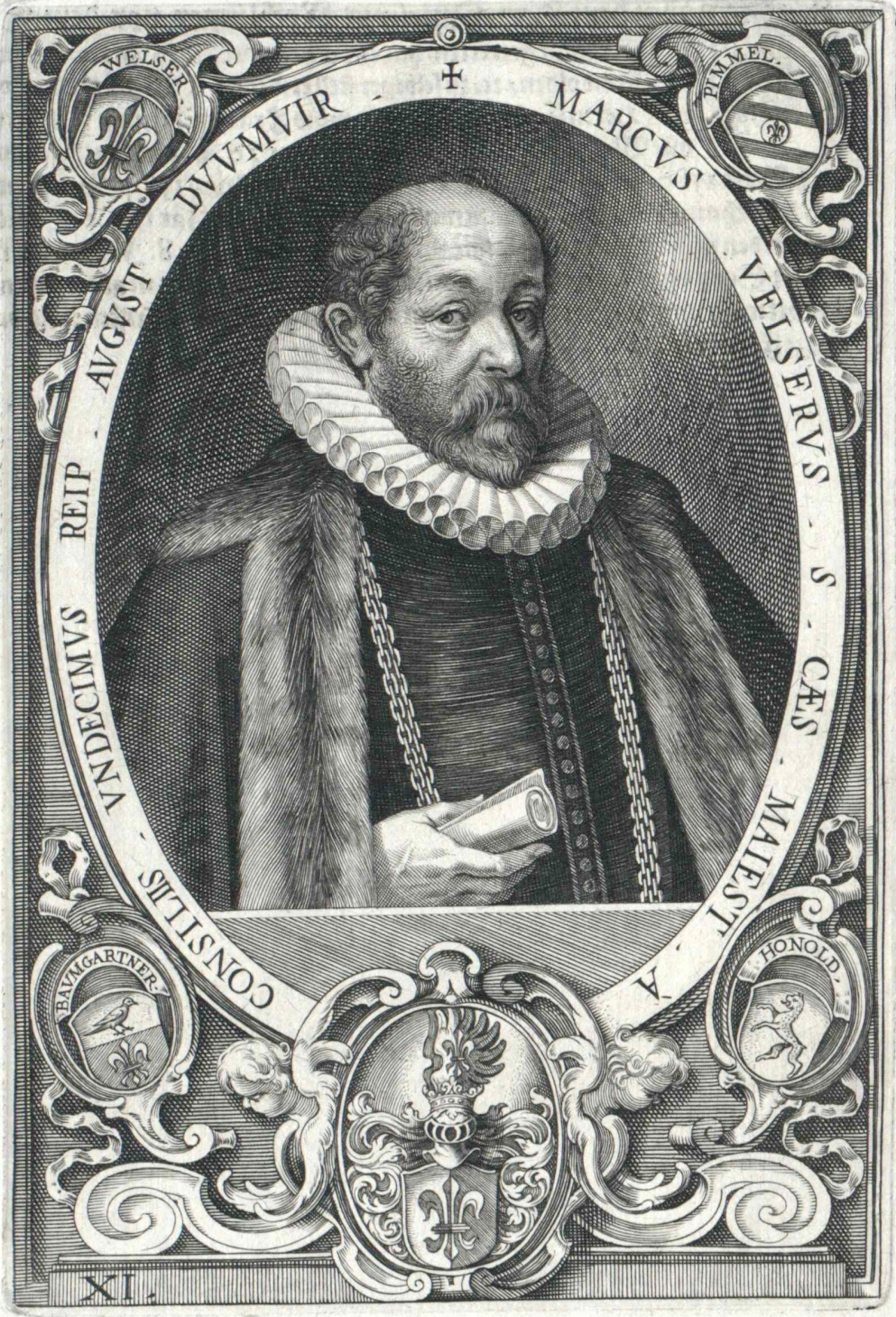

Mark Welser (1558–1614) fue un banquero, político y astrónomo alemán que mantuvo una correspondencia erudita con los intelectuales europeos de su época. De particular interés es su intercambio con Galileo Galilei con respecto a las manchas solares.

## Biografía
Welser pertenecía a una rica familia de la antigua nobleza alemana surgida en la ciudad de Augsburgo. Su tío Bartolomé Welser el Viejo fue uno de los creadores de la riqueza familiar, y con la familia Fugger financió la elección imperial de Carlos V, de quien se convirtió en consejero. Fue un líder comercial de las especias portuguesas y en el crecimiento económico de Amberes. También tenía una relación económica con la Corona francesa. En 1528, Bartolomé, que había equipado una flota para las Américas, tomó el control de la colonia de Venezuela, obteniendo del emperador el derecho a conservar la propiedad de la misma mediante un pago anual. Sus descendientes lo mantuvieron hasta 1555, cuando España tomó el control de Venezuela.
A la edad de 16 años, Markus fue enviado a Padua, donde estudió durante diez años. Viajó a menudo a Francia y se quedó en París en 1572. Se convirtió en duoviro de Augsburgo en 1611, pero también se distinguió por su erudición y sus escritos. . También viajó a Italia, y en 1612 en Roma, fue nombrado miembro de la Accademia dei Lincei; al año siguiente, fue elegido miembro de la Accademia della Crusca .
Markus estaba familiarizado con la lengua italiana y se interesaba por la investigación histórica, y por el estudio de autores griegos y latinos, cuya difusión impulsó financiando la editorial "Ad Insignia Pinus". La más importante de sus muchas obras es su Rerum Boicarum libri quinque , que trata de la historia temprana de los bávaros, que fue traducida al alemán por el hermano del autor, Paul (fallecido en 1620). Sus obras completas, bajo el título Marci Velseri opera historica et philologica , fueron recopiladas y publicadas en 1682, con una biografía de Markus por C. Arnold. 

### Controversia sobre las manchas solares

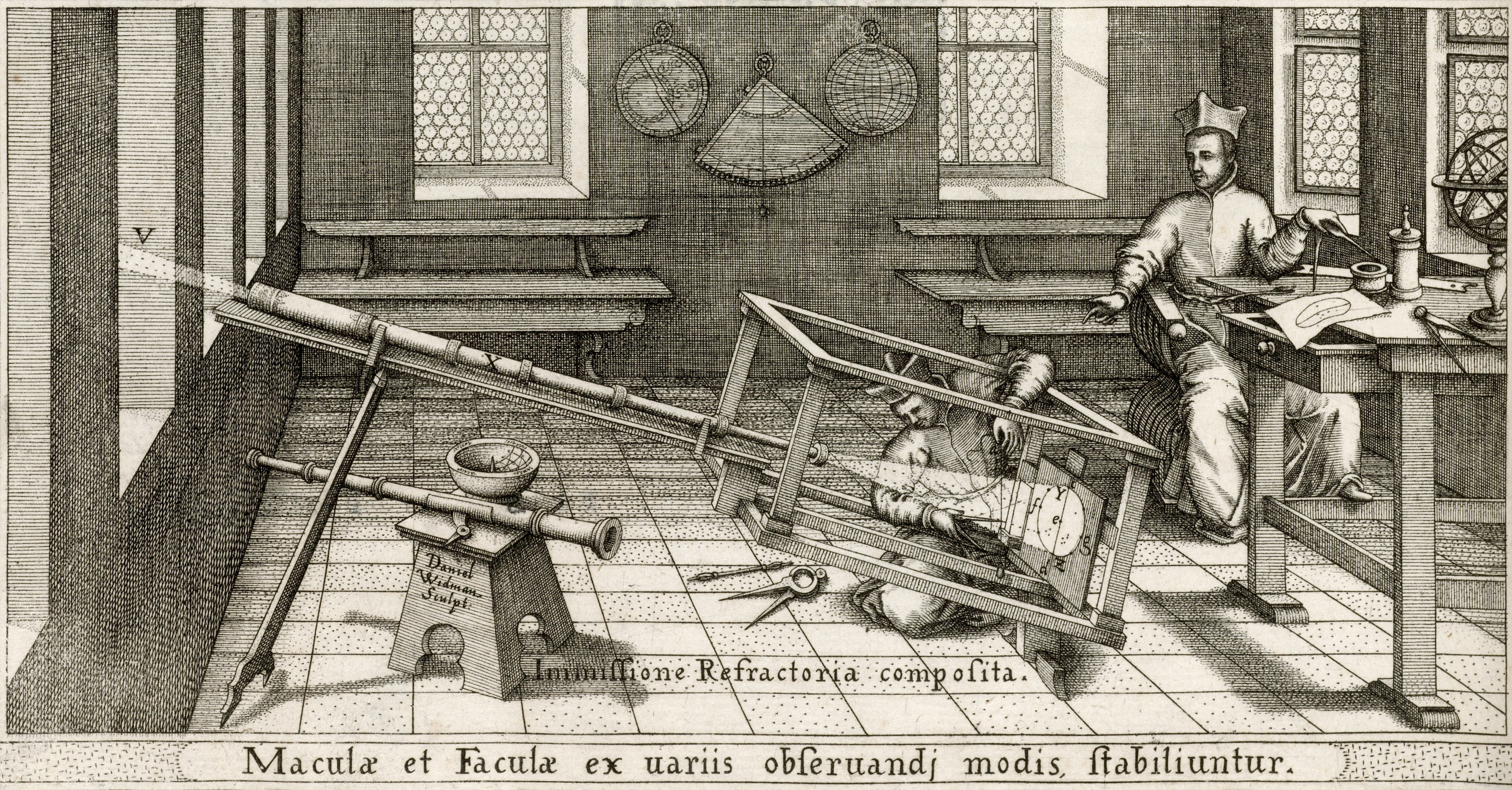
Christoph Scheiner observando las manchas solares

A fines de 1611, el jesuita Christoph Scheiner, profesor de matemáticas en Ingolstadt, usando el seudónimo de Apelles latens post tabulam ( Apelles escondido detrás de la pintura), escribió tres cartas a Welser, alegando el descubrimiento de las manchas solares . Éstas, sostenía Scheiner, no podían ser una alteración del Sol, que según la doctrina aristotélica era un cuerpo celeste incorruptible, sino estrellas interpuestas entre la Tierra y el Sol, que por ilusión óptica parecían estar sobre la superficie solar. Welser, mecenas de los académicos y fuertemente conectado con los jesuitas, hizo que se publicaran las observaciones de Scheiner y pidió una opinión a Galileo . Galileo respondió a Welser, criticándolo por difundir una teoría errónea, que Galileo identificó como de origen jesuita, de tres satélites que orbitan alrededor del Sol. Scheiner respondió, esta vez sosteniendo abiertamente su teoría con el libro De maculis solaribus [...] accuratior disquisitio . Galileo respondió en diciembre de 1612 con una tercera carta a Welser en la que afirmaba que él, antes que Scheiner, había descubierto las manchas solares. En 1613, bajo los auspicios de la Accademia dei Lincei, Galileo publicó "Istoria e dimostrazioni intorno alle macchie solari e loro accidenti" ("Historia y demostración sobre las manchas solares y su comportamiento"), confirmando que las manchas solares estaban presentes, desapareciendo y modificándose, sobre la corruptible superficie del Sol, que con razonable probabilidad las atraía con su rotación.

### Muerte
Welser, que sufría severamente de gota, murió al año siguiente, tras pasar por apuros económicos que perturbaron sus últimos años de vida.

## Obras
como autor
- Inscriptiones antiquae Augustae Vindelicorum. 1590.
- Rerum Augustanarum Vindelicarum libri VIII. 1594.
- Rerum Boicarum libri V. 1602.

como editor
- Tabula Peutingeriana. 1598.
- Conversio et passio St. Afrae. 1591.
- Imagines sanctorum Augustanorum Vindelicorum. 1601.
- Uranometria. 1603.
- Briefe von Christoph Scheiner über die Sonnenflecken. 1612 (Pseudonym: „Apelles latens post tabulam“).